# Rems-Murr járás
Rems-Murr járás egy járás Baden-Württembergben. Rems-Murr járás Stuttgart, Ludwigsburg, Esslingen, Göppingen, Ostalb, Schwäbisch Hall és Heilbronn járásokkal határos. Lakosainak száma 419 456 fő (2015. december 31.).

## Népesség
A járás népessége az elmúlt években az alábbi módon változott:

| 2015 | 419 456 |
| 2019 | 426 158 |